# 机动战士GUNDAM Thunderbolt
《机动战士GUNDAM Thunderbolt》可以指太田垣康男绘制的日本漫画，以及由此衍生的動畫作品。
该项目的外传作品《沙鼠的尚恩》、網路漫画《机动战士GUNDAM Thunderbolt外传》也有描述。

## 剧情简介
第1部 宇宙篇（第1话 - 第32话）
U.C.0079年，地球聯邦政府和自護公國之間，史稱「一年戰爭」的大戰已經到了尾聲，聯邦軍對自護軍的反攻浪潮已到達守護自護公國本土的宇宙要塞「阿·巴瓦·空」前。宇宙殖民衛星群Side 4「莫爾」，在開戰初期因自護軍的攻擊而變成廢墟，當中帶電的殘骸至今仍在放電，令宙域內不時出現閃電現象，亦令宙域被稱為「雷霆宙域（Thunderbolt）」。這個宙域在聯邦軍前往「阿·巴瓦·空」的攻略部隊的補給線上，自護軍為了切斷聯邦軍的補給線，派駐了一支部隊「活死人軍團」潛伏在宙域中對聯邦軍部隊進行狙擊。受到狙擊的聯邦軍派遣了一支由Side 4的生還者組成的艦隊前往「雷霆宙域」，目的是找出自護軍的部隊，擊潰並控制宙域，以確保聯邦軍的補給線的安全。
沙鼠的尚恩
U.C.0080年，「一年戰爭」結束。自「雷霆宙域」的戰鬥後，自護軍「活死人軍團」的尚恩·三田寺上士流落至地球，擔任起回收商的護衛工作，意外的捲進和聯邦軍的衝突中。
第2部 地球篇（第33话 - ）
U.C.0080年，戰爭結束後約七個月，聯邦軍的強襲登陸艦「斯巴達（Spartan）」降落地球，執行代號「雷霆（Thunderbolt）」的作戰。作戰目標是地球聯邦內擁有自治權的「南洋同盟」，找出南洋同盟利用在「一年戰爭」末期得到的資料，在境內開發的「再利用·P·裝置裝備高機動型渣古」，阻止他們運用在對抗聯邦政府上。以奧·富林明古在「雷霆宙域」的戰鬥後，成為了復興中的Side 4的英雄，被投閒置散的他運用家族的影響力乘上了「斯巴達」，參與這場和自己關係不淺的「再利用·P·裝置裝備高機動型渣古」的追捕作戰。自護殘黨亦接到「再利用·P·裝置裝備高機動型渣古」在南洋同盟境內開發的情報，作為復興自護公國的力量，曾經是它的駕駛員、「活死人軍團」的皇牌狙擊手、現在成為自護殘黨的達里爾·洛倫茲被命令找出它的下落。在「雷霆宙域」結下宿怨的以奧和達里爾，再次在戰場上交會。

## 登场人物

### 地球联邦军

#### 姆亞同胞團
伊欧·弗莱明（Io Fleming，配音：中村悠一）
聯邦軍方面劇情的主角。男性。Side 4衛星殖民地前市長的兒子。軍階是少尉，喜歡聽爵士樂，精通爵士鼓，會在戰鬥播放爵士樂自娛，在故事初期，出擊後不久機體的頭部就中彈，但透過核心戰機逃生，之後成功接近並以手槍擊殺了駕駛MS-09R 里克·德姆的胡伯·艾斯拿，並透過該機體的通訊連線向吉翁軍挑釁宣言「聽到爵士樂就會知道自己的到來」。
原著漫畫及動畫版中，都因為擄獲里克·德姆而得知吉翁軍的狙擊手部署的功績，而給予換乘操控FA-78 全裝甲型鋼彈（Full Armor Gundam）。之後，接連單機襲擊活死人軍團的狙擊手，在動畫版中更是重創達里爾並導致他失去左手。戰鬥後期，作為部隊中最資深的駕駛員，成為負責指揮少年兵駕駛員的人。在最後戰鬥中與達里爾戰成兩敗俱傷不分勝負，機體嚴重損毀並失去動力，隨後被前來的吉翁公國援軍活捉，並被活死人軍團成員借審問為名毆打發泄殺死同伴的憤怒。
在第一部最後，慘笑的告知達里爾：戰爭，還沒結束。在阿·巴瓦·空會戰中，趁著艦艇受損著陸阿·巴瓦·空要塞時逃出囚室，並救出其他被俘虜的姆亞同胞團成員，回歸聯邦軍。
原著漫畫第二部開始時，作為戰爭英雄而被派駐家鄉、重建的Side 4，但實際上是因為被吉翁軍擄獲全裝甲型鋼彈的失態而被聯邦軍高層流放至閒職。後借家族影響力重新被派往前線部隊。動畫版跳過了重回前線的經過，由被發配駕駛RX-78AL 擎天神GUNDAM加入強襲登陸艦「斯巴達號」參與對南洋同盟的作戰行動開始。加入部隊後，以亮眼的戰績獲得艦上其他人的認同，同時亦得知自己被編入任務部隊的原因與在Side 4「雷霆宙域」的戰鬥中下落不明的克勞迪亞成為南洋同盟國境防衛隊隊長有關。
克劳迪娅·佩尔（Claudia Peer，配音：行成とあ）
聯邦軍出征Side 4「雷霆宙域」的艦隊的司令及旗艦艦長，指揮上並沒有特別才幹但亦非無能。和伊歐跟科尼利厄斯是軍隊同期畢業生，曾與伊歐交往，現在為了奪回Side 4而捨棄感情。對於要把姆亞同胞團的成員派往進行危險的作戰而忍受著沉重壓力，常常逃避加上上流家族出身關係這點讓副艦長極度不悅。對於後方送來少年兵作補充駕駛員及要指揮少年兵投入戰場而精神崩潰，用毒品麻醉自己以減少痛苦而被伊歐發現送往醫療室。在與吉翁軍活死人軍團的最後戰鬥中重新振作指揮，艦艇在戰鬥中嚴重損毀而下令棄船，但被因家人遇難而仇恨前市長等上流的副艦長開槍射殺，隨後艦橋被破壞，在軍方記錄上下落不明，但實際上是在被聯邦軍委託回收陣亡士兵遺體的南洋同盟艦艇救起。
在第二部開始時已成為南洋同盟國境防衛隊隊長，軍階為中校。據聯邦軍方面所掌握的情報，在克勞迪亞加入後，南洋同盟的軍事指揮能力有顯著的提升。親自指揮南洋同盟軍驅逐地球聯邦軍強襲登陸艦「斯巴達號」的任務，在戰場上的重逄令伊歐感到非常震驚。
科尼利厄斯·卡卡（Cornelius Kaka，配音：平川大辅）
聯邦軍的整備員，和伊歐跟克勞迪亞是軍隊同期畢業生，在這之前亦是好友，會時常幫以奧安在駕駛倉內裝好音樂播放器以及給與過敏的伊歐面紙。在Side 4「雷霆宙域」的最後戰鬥中，隨其他成員聽從命令棄艦，並試圖以白刃戰佔領吉翁軍活死人軍團的旗艦以逃生。在見識到活死人軍團的成員打算以艦艇自爆的方式集體自殺以免被俘時，出面遊說掌控起爆裝置的卡拉和其他三名活死人軍團成員放棄自爆，訴說自己不想再打仗以及希望吉翁和聯邦要一起努力活下去的激勵言語，但沒有注意到其他人正著手以武力解除起爆裝置，結果導致卡拉以外三名活死人軍團成員和起爆裝置被光束蒸發，卡拉因為隊友的死亡而精神崩潰，令自身感到非常無奈。第一部最後和其他姆亞同胞團的成員被吉翁公國軍的援軍俘虜，在阿·巴瓦·空會戰中和其他被俘虜的成員一起被伊歐救出。
第二部開始時成為了強襲登陸艦「斯巴達號」的整備員，和被派到「斯巴達號」的伊歐重逄，並在和南洋同盟軍的衝突中得知下落不明的克勞迪亞加入了南洋同盟軍。

#### 斯巴達號相關人員
莫妮卡·汉弗莱（Monica Humphrey，聲優：定岡小百合）
聯邦軍參謀本部第三局上校次長，年約40歲的身材嬌小貴婦氣質女性。
文森·派克（Vincent Pike，聲優：杉田智和）
飛馬級兩棲攻擊艦-斯巴達號的艦長，軍階為上校，男性，在指揮船艦時有相當的魅力。
比安卡·卡拉盧（Bianca Carlyle，聲優：古川由利奈）
少尉，女性MS駕駛員，個性豪邁，外向，很怕哥尼力斯的太陽穴按壓，坐駕是飛馬級兩棲攻擊艦-斯巴達號搭載的鋼加農。因和伊歐喜歡同首歌並和他組成兩人樂隊，負責彈琴，對伊歐有好感。

### 自護公国军

#### 活死人師團
达里尔·洛伦兹（Darryl Lorenz，配音：木村良平）
自護公國方面劇情的主角。男性。因狙擊能力極強，被人稱作擊墜王。喜歡聽流行音樂，在戰鬥時會播放，並在戰後會和戰友互相分享音樂，被伊歐批評聽音樂的品味很差。
在戰爭初期作為步兵戰鬥時被炮彈奪去雙足，轉到活死人軍團後成為MS駕駛員。在原著漫畫中，左手是在活死人軍團的艦隊和古蘿迪亞指揮的艦隊交戰中，艦艇中彈時失去，在動畫版中剛改成在與伊歐的「全裝甲鋼彈」交戰中，駕駛倉被光束貫穿而失去。為了扭轉戰況劣勢，接受上司的命令切除右手變成四肢傷殘，以義肢接上「再利用·P·裝置（RPD）」，駕駛裝備「再利用·P·裝置」的「高機動型渣古」。
在最後出戰前與卡拉成為戀人，最終駕駛「再利用·P·裝置裝備高機動型渣古」與伊歐的「全裝甲鋼彈」戰成兩敗俱傷不分勝負，機體嚴重受損，被前來的自護軍援軍所救，最後看著往宇宙另一端漂去的「渣古高機動型」受損爆炸。隨後在艦上與被活死人軍團成員毆打的伊歐會面，被伊歐嘲笑為：討厭戰爭，又享受戰爭的人。最後參與了阿·巴瓦·空會戰，裝備義肢的情況下駕駛「格魯古古」出戰，但因為不熟習新的義肢與機體操作而險象環生，但最終活到終戰。
在第二部時，成為了自護殘黨軍的一員，作為活死人軍團的成員而被其他自護殘黨軍人敬重。在地球上帶領及指揮由「亞凱」組成的部隊，以自護軍在戰時在海底興建的基地為活動據點。在作戰時間以外協助同樣被帶到地球，精神崩潰的卡拉的復健。駕駛衛星配備亞凱，潛入南洋同盟領土接應潛伏的自護軍情報人員，得知塞克斯顿在戰後加入了南洋同盟。
浩華·艾斯拿（Hoover Aisla，配音：伊东健人）
达里尔的上司。少尉军衔。搭乘的机体为MS-09R 里克·德姆。在動畫剛開始擊墜幾臺吉姆後，被伊歐用手槍爆頭戰死，自己的機體被伊歐拿回聯邦軍，遺體被送回自護戰艦被卡拉看到，讓卡拉當場痛哭失聲。
卡拉·米彻姆（Karla Mitchum，配音：大原沙耶香）
女性技术官。拥有教授头衔。RPD的开发者。非常討厭戰爭。自己的父親被政府當作思想犯而受罪，希望藉由這次戰爭的實績拯救自己的父親，稍微會操作軍艦的機槍台，對於要砍斷達里爾的唯一一隻手非常不同意，但最終在被塞克斯顿威脅之下為達里爾進行手術，以便於達里爾能完全操控再利用·P·裝置裝備高機動型渣古，在達里爾最後出戰前與之成為戀人。
在與聯邦軍的最後戰鬥中，身處的母艦受到了重創，聯邦軍亦準備進行白刃戰奪取艦艇，卡拉本欲與同伴啟動艦艇自爆與入侵艦內的聯邦軍同歸於盡，卻在哥尼力斯的談判勸說下被打動，但在目睹三名同伴被光束劍蒸發的瞬間而精神崩潰。
在第二部時，已經神經失常，並把達里爾當作自己的爸爸，目前正在進行精神恢復治療。
J·J·塞克斯顿（J.J. Sexton，配音：土田大）
男性技术官。半強迫卡拉為達里爾進行手術的人，對於身邊受傷的戰友會優先處理，時常對卡拉的所作作為感到不解。在第一部最後偷上了逃生艇，帶同RPD的資料離開。原著漫畫中說明是被聯邦政府委託回收戰死者的南洋同盟艦艇救起，而RPD的資料引起了南洋同盟方面高度興趣及關注。
在第二部時，出現在自護軍潛伏在南洋同盟的情報人員的情報中，成為了南洋同盟製造「再利用·P·裝置裝備高機動型薩克」的主要負責人員。

#### 其他
克莱伯（Kleiber）

## 登场机体

### 地球联邦军
第1部
FA-78 Full Armor Gundam 全武裝GUNDAM
RGM-79 GM 吉姆
RX-79[G] Gundam Ground Type 陆战型GUNDAM
RB-79 BALL 铁球
RGC-80 GM CANNON 吉姆加农
RX-77 GUNCANNON 钢加农
RX-75 GUNTANK 钢坦克
G-ARMOR G裝甲戰機
第2部
RX-78AL Atlas Gundam 擎天神GUNDAM
RX-77AQ GUNCANNON Aqua 钢加农水中型
RX-79[G] 陆战型GUNDAM
RGM-79C 吉姆改陆战型
RAG-79 Aqua GM 水中型吉姆
RAG-79 G1 水中型GUNDAM
CORE FIGHTER 核心战机
米迪亚运输机
FF-X7-Bst CORE-BOOSTER 核心推进机
飞马级两栖攻击舰斯巴达号

### 吉翁公国军
第1部
MS-05 ZAKUⅠ 薩克Ⅰ
MS-06 ZAKUⅡ 薩克Ⅱ
MS-06R 再利用·P·裝置裝備高機動型薩克   「重薩克」
MSN-01 高機動腦波傳導試驗型薩克
MS-06F 吉翁高層護衛用薩克
MS-09R RICK DOM 里克·德姆
MS-14 傑爾古德
MA-05 BIGRO 畢格羅
MSN-02 吉翁克
第2部
MSM-04 龟霸
DOPP FIGHTER 多普戰機
MUSAI 姆塞級輕巡洋艦
MSM-03 葛克
MSM-07 茲卡克
MAM-07 GRUBLO 格拉普羅
MSM-10 ZOCK 索克

### 南洋同盟
第2部
SRF-06 達勒 
MS-07B 古夫
DODAI YS 戴德YS

## 用語
雷霆宙域（Thunderbolt (Sector)）
因一年戰爭而遭到破壞的SIDE4「慕亞」的所在宙域。
殖民地殘骸化為無數太空碎片，因這些碎片帶電而導致頻繁的放電現象，所以被稱為「雷霆宙域」。
目前是阿·巴瓦·空的補給路線，由吉翁公國軍掌控制宙權。
慕亞兄弟（Moore Brotherhood）
由隸屬於地球聯邦SIDE4「慕亞」殖民地的倖存者所組職的團體。
為了奪回故鄉，因而執行「雷霆宙域」奪還作戰的危險任務。
活死人軍團（Living Dead Division）
吉翁公國軍所組成的實驗性部隊，擔任雷霆宙域的防衛任務
由肢體殘缺的士兵在雷霆宙域各處執行狙擊任務，同時採集義肢的實驗資料。

## 出版物

### 漫画单行本
| 卷數 | 小學館         | 小學館                                                       | 東立出版社     | 東立出版社             |
| 卷數 | 發售日期       | ISBN                                                         | 發售日期       | ISBN                   |
| ---- | -------------- | ------------------------------------------------------------ | -------------- | ---------------------- |
| 1    | 2012年10月30日 | ISBN 978-4-09-184810-9                                       | 2013年8月2日   | ISBN 978-986-332-866-7 |
| 2    | 2013年5月30日  | ISBN 978-4-09-185307-3                                       | 2014年9月15日  | ISBN 978-986-332-867-4 |
| 3    | 2014年2月18日  | ISBN 978-4-09-186080-4 ISBN 978-4-09-159174-6                | 2015年4月7日   | ISBN 978-986-348-471-4 |
| 4    | 2014年11月28日 | ISBN 978-4-09-186718-6                                       | 2015年8月10日  | ISBN 978-986-382-300-1 |
| 5    | 2015年2月27日  | ISBN 978-4-09-186855-8 ISBN 978-4-09-941855-7                | 2016年7月28日  | ISBN 978-986-462-405-8 |
| 6    | 2015年10月30日 | ISBN 978-4-09-187269-2                                       | 2016年8月25日  | ISBN 978-986-462-406-5 |
| 7    | 2015年12月25日 | ISBN 978-4-09-187538-9 ISBN 978-4-09-941865-6                | 2017年6月5日   | ISBN 978-986-470-548-1 |
| 8    | 2016年6月24日  | ISBN 978-4-09-187705-5                                       | 2017年9月7日   | ISBN 978-986-470-549-8 |
| 9    | 2017年1月30日  | ISBN 978-4-09-189446-5 ISBN 978-4-09-941885-4                | 2018年5月14日  | ISBN 978-986-482-712-1 |
| 10   | 2017年8月30日  | ISBN 978-4-09-189634-6 ISBN 978-4-09-941898-4                | 2019年4月18日  | ISBN 978-986-486-653-3 |
| 11   | 2018年2月28日  | ISBN 978-4-09-189851-7 ISBN 978-4-09-943007-8                | 2020年2月20日  | ISBN 978-957-26-1679-6 |
| 12   | 2018年7月30日  | ISBN 978-4-09-860092-2                                       | 2020年7月2日   | ISBN 978-957-26-1680-2 |
| 13   | 2019年4月26日  | ISBN 978-4-09-860332-9                                       | 2020年11月5日  | ISBN 978-957-26-4396-9 |
| 14   | 2019年8月30日  | ISBN 978-4-09-860425-8                                       | 2021年1月21日  | ISBN 978-957-26-4397-6 |
| 15   | 2020年2月28日  | ISBN 978-4-09-860585-9                                       | 2021年11月18日 | ISBN 978-957-26-5022-6 |
| 16   | 2020年9月30日  | ISBN 978-4-09-860739-6 ISBN 978-4-09-943073-3                | 2022年11月14日 | ISBN 978-957-26-6026-3 |
| 17   | 2021年3月3日   | ISBN 978-4-09-861007-5 ISBN ISBN 978-4-09-943083-2（限定版） | 2023年8月21日  | ISBN 978-957-26-6684-5 |
| 18   | 2021年10月5日  | ISBN 978-4-09-861164-5                                       | 2024年8月16日  | ISBN 978-957-26-8012-4 |
| 19   | 2022年3月5日   | ISBN 978-4-09-861284-0                                       | 2025年5月9日   | ISBN 978-957-26-9097-0 |
| 20   | 2022年10月5日  | ISBN 978-4-09-861449-3 ISBN 978-4-09-943118-1（限定版）      |                |                        |
| 21   | 2023年3月5日   | ISBN 978-4-09-861621-3                                       |                |                        |
| 22   | 2023年9月4日   | ISBN 978-4-09-862578-9 ISBN 978-4-09-943133-4（限定版）      |                |                        |
| 23   | 2024年3月5日   | ISBN 978-4-09-862752-3                                       |                |                        |
| 24   | 2024年8月4日   | ISBN 978-4-09-863048-6 ISBN 978-4-09-943153-2（限定版）      |                |                        |
| 25   | 2025年3月5日   | ISBN 978-4-09-863373-9 ISBN 978-4-09-943192-1（限定版）      |                |                        |

外傳
| 卷數 | 小學館        | 小學館                 | 東立出版社     | 東立出版社             |
| 卷數 | 發售日期      | ISBN                   | 發售日期       | ISBN                   |
| ---- | ------------- | ---------------------- | -------------- | ---------------------- |
| 1    | 2016年6月24日 | ISBN 978-4-09-187799-4 | 2018年12月13日 | ISBN 978-957-26-0251-5 |
| 2    | 2017年4月28日 | ISBN 978-4-09-189556-1 | 2019年11月8日  | ISBN 978-957-26-0252-2 |
| 3    | 2019年9月30日 | ISBN 978-4-09-860437-1 | 2022年1月14日  | ISBN 978-957-26-5488-0 |
| 4    | 2020年6月30日 | ISBN 978-4-09-860673-3 | 2022年11月17日 | ISBN 978-957-26-5489-7 |

### MOOK
- ISBN 978-4-7986-0607-1 （2013年5月30日发售）

## 动画
《机动战士GUNDAM Thunderbolt》是继《机动战士GUNDAM THE ORIGIN》后的又一部非原创（由漫画改编）GUNDAM动画。2015年12月起付费播放第1期全4话。2017年3月24日起網路播出第2期亦4話。